# Protection & indemnity-verzekering
Een protection & indemnity-verzekering (Engels: protection & indemnity (P&I) insurance) is een type aansprakelijkheidsverzekering dat afgesloten kan worden bij een P&I-club.
De P&I-club verzekert zaken die de meeste verzekeringen niet kunnen of willen verzekeren, bijvoorbeeld oorlogsschade en schade ten gevolge van een vervuiling.
De volgende voorbeelden zijn enkele voorbeelden van zaken die niet omvat zijn in de verzekering en van gevallen waarin de verzekering de schade niet dekt:
- Alles omvat door andere verzekeringen die de scheepseigenaar kan afsluiten.
- Indien de scheepseigenaar onvoldoende heeft gedaan om zijn aansprakelijkheid te beperken.
- Het doelbewust niet afleveren van lading.
- Doelbewust schade oplopen.